# Gopendeverhalli, Devadurga
Gopendeverhalli là một làng thuộc tehsil Devadurga, huyện Raichur, bang Karnataka, Ấn Độ.